# Wasserburg Mietingen
Die Wasserburg Mietingen, auch Burg Mietingen oder Burggraben genannt, ist eine abgegangene Wasserburg 200 Meter westlich der Kirche der Gemeinde Mietingen im baden-württembergischen Landkreis Biberach.
Die Burg wurde 1442 erwähnt. Die Burg war im Besitz der Herren von Mietingen und des Klosters Heggbach.
Von der ehemaligen Burganlage mit Wassergraben ist nichts erhalten.